# Hôtel d'Angleterre (Copenhague)
Pour les articles homonymes, voir Hotel d'Angleterre.
L'Hôtel d'Angleterre est un hôtel 5 étoiles danois situé dans la ville de Copenhague.
Il se trouve sur Kongens Nytorv, face à Charlottenborg, Nyhavn et l'ambassade de France. Son tracé historique[pas clair] remonte à 1755 mais le bâtiment actuel a été bâti entre 1873 et 1875 en suivant les idées d'un enfant du pays, l'architecte danois Vilhelm Dahlerup. L'hôtel fut un temps considéré comme le plus prestigieux de la ville.
L'hôtel d'Angleterre comporte 123 chambres, 19 suites, un restaurant, un bar et un club de remise en forme.

## Visiteurs Notables
- AC/DC[1]
- H.C. Andersen
- Morten Andersen[2]
- Cecilia Bartoli
- David Beckham[3]
- Karen Blixen
- Bono[4]
- Victor Borge[5]
- Mariah Carey[6]
- José Carreras
- Helena Christensen[7]
- Winston Churchill
- John Cleese[5]
- Bill Clinton[8]
- Michael Davitt
- Cameron Diaz[9]
- Walt Disney
- Barbara Hendricks
- Alfred Hitchcock
- Whitney Houston[10]
- Henrik Ibsen[réf. nécessaire]
- Benjamin & Benedicte Duval
- Julio Iglesias[5]
- Michael Jackson[5]
- Billy Joel
- Jon Bon Jovi[11]
- Juan Carlos I of Spain[2]
- Grace Kelly
- Diana Krall
- Madonna[12]
- Anne-Sophie Mutter
- Brigitte Nielsen[5]
- Connie Nielsen[13]
- Ozzy Osbourne
- David Rockefeller
- Rolling Stones[14]
- Claudia Schiffer
- Arnold Schwarzenegger[15]
- Justin Timberlake[9]
- U2[4]
- Lars Ulrich[13]
- Robbie Williams[16]
- Oprah Winfrey[17]
- Angus Young